# Стейт Лайн
Стейт Лайн (на английски: State Line) е град в окръг Кутни, щата Айдахо, САЩ. Стейт Лайн е с население от 28 жители (2000) и обща площ от 0,2 km². Намира се на m надморска височина. ЗИП кодът му е 83854, а телефонният му код е 208.